# Eleições autárquicas portuguesas de 1993 no distrito de Setúbal
| Eleições autárquicas portuguesas de 1993 Distritos: Aveiro \| Beja \| Braga \| Bragança \| Castelo Branco \| Coimbra \| Évora \| Faro \| Guarda \| Leiria \| Lisboa \| Portalegre \| Porto \| Santarém \| Setúbal \| Viana do Castelo \| Vila Real \| Viseu \| Açores \| Madeira |

## Resultados por concelho
Os resultados nos concelhos do distrito de Setúbal foram os seguintes:

### Alcácer do Sal
| Partido                 | Partido                        | Votos  | %               | +/-  | Vereadores | +/-     |
| ----------------------- | ------------------------------ | ------ | --------------- | ---- | ---------- | ------- |
|                         | Coligação Democrática Unitária | 3 860  | 45,68 / 100,00  | 4,10 | 3 / 7      | 1       |
|                         | Partido Socialista             | 2 921  | 34,56 / 100,00  | 7,42 | 3 / 7      | 1       |
|                         | Partido Social Democrata       | 1 020  | 12,07 / 100,00  | 3,98 | 1 / 7      | Estável |
|                         | Partido Popular                | 369    | 4,37 / 100,00   | -    | 0 / 7      | -       |
| Votos Inválidos         | Votos Inválidos                | 281    | 3,32 / 100,00   | 0,69 |            |         |
| Total                   | Total                          | 8 451  | 100,00 / 100,00 |      | 7 / 7      |         |
| Eleitorado/Participação | Eleitorado/Participação        | 13 296 | 63,56 / 100,00  | 8,80 |            |         |

### Alcochete
| Partido                 | Partido                        | Votos | %               | +/-  | Vereadores | +/-     |
| ----------------------- | ------------------------------ | ----- | --------------- | ---- | ---------- | ------- |
|                         | Coligação Democrática Unitária | 3 144 | 48,91 / 100,00  | 1,44 | 3 / 5      | Estável |
|                         | Partido Socialista             | 2 256 | 35,10 / 100,00  | 0,78 | 2 / 5      | Estável |
|                         | Partido Social Democrata       | 683   | 10,63 / 100,00  | 3,14 | 0 / 5      | Estável |
|                         | Partido Popular                | 138   | 2,15 / 100,00   | -    | 0 / 5      | -       |
| Votos Inválidos         | Votos Inválidos                | 207   | 3,22 / 100,00   | 0,34 |            |         |
| Total                   | Total                          | 6 428 | 100,00 / 100,00 |      | 5 / 5      |         |
| Eleitorado/Participação | Eleitorado/Participação        | 9 403 | 68,36 / 100,00  | 0,87 |            |         |

### Almada
| Partido                 | Partido                        | Votos   | %               | +/-  | Vereadores | +/-     |
| ----------------------- | ------------------------------ | ------- | --------------- | ---- | ---------- | ------- |
|                         | Coligação Democrática Unitária | 36 326  | 45,34 / 100,00  | 6,27 | 6 / 11     | 1       |
|                         | Partido Socialista             | 24 054  | 30,02 / 100,00  | 3,01 | 3 / 11     | 1       |
|                         | Partido Social Democrata       | 14 227  | 17,76 / 100,00  | 3,69 | 2 / 11     | Estável |
|                         | Partido Popular                | 2 975   | 3,71 / 100,00   | 1,96 | 0 / 11     | Estável |
| Votos Inválidos         | Votos Inválidos                | 2 537   | 3,17 / 100,00   | 0,01 |            |         |
| Total                   | Total                          | 80 119  | 100,00 / 100,00 |      | 11 / 11    |         |
| Eleitorado/Participação | Eleitorado/Participação        | 141 350 | 56,68 / 100,00  | 3,29 |            |         |

### Barreiro
| Partido                 | Partido                        | Votos  | %               | +/-   | Vereadores | +/-     |
| ----------------------- | ------------------------------ | ------ | --------------- | ----- | ---------- | ------- |
|                         | Coligação Democrática Unitária | 18 986 | 43,76 / 100,00  | 3,55  | 4 / 9      | 1       |
|                         | Partido Socialista             | 15 520 | 35,77 / 100,00  | 11,67 | 4 / 9      | 2       |
|                         | Partido Social Democrata       | 6 204  | 14,30 / 100,00  | 4,01  | 1 / 9      | 1       |
|                         | Partido Popular                | 734    | 1,69 / 100,00   | -     | 0 / 9      | -       |
|                         | PCTP/MRPP                      | 589    | 1,36 / 100,00   | 0,93  | 0 / 9      | Estável |
| Votos Inválidos         | Votos Inválidos                | 1 358  | 3,13 / 100,00   | 0,49  |            |         |
| Total                   | Total                          | 43 391 | 100,00 / 100,00 |       | 9 / 9      |         |
| Eleitorado/Participação | Eleitorado/Participação        | 74 675 | 58,11 / 100,00  | 3,08  |            |         |

### Grândola
| Partido                 | Partido                        | Votos  | %               | +/-  | Vereadores | +/-     |
| ----------------------- | ------------------------------ | ------ | --------------- | ---- | ---------- | ------- |
|                         | Coligação Democrática Unitária | 4 392  | 48,22 / 100,00  | 9,15 | 4 / 7      | 1       |
|                         | Partido Social Democrata       | 2 177  | 23,90 / 100,00  | 6,57 | 2 / 7      | 1       |
|                         | Partido Socialista             | 2 019  | 22,17 / 100,00  | 0,67 | 1 / 7      | Estável |
|                         | Partido Popular                | 216    | 2,37 / 100,00   | -    | 0 / 7      | -       |
| Votos Inválidos         | Votos Inválidos                | 304    | 3,34 / 100,00   | 0,46 |            |         |
| Total                   | Total                          | 9 108  | 100,00 / 100,00 |      | 7 / 7      |         |
| Eleitorado/Participação | Eleitorado/Participação        | 13 303 | 68,47 / 100,00  | 6,75 |            |         |

### Moita
| Partido                 | Partido                           | Votos  | %               | +/-  | Vereadores | +/-     |
| ----------------------- | --------------------------------- | ------ | --------------- | ---- | ---------- | ------- |
|                         | Coligação Democrática Unitária    | 14 826 | 52,79 / 100,00  | 0,97 | 6 / 9      | 2       |
|                         | Partido Socialista                | 6 626  | 23,59 / 100,00  | 0,57 | 2 / 9      | Estável |
|                         | Partido Social Democrata          | 4 021  | 14,32 / 100,00  | 2,16 | 1 / 9      | Estável |
|                         | PCTP/MRPP                         | 689    | 2,45 / 100,00   | 0,23 | 0 / 9      | Estável |
|                         | Partido Popular                   | 628    | 2,24 / 100,00   | -    | 0 / 9      | -       |
|                         | Partido da Solidariedade Nacional | 223    | 0,79 / 100,00   | Novo | 0 / 9      | Novo    |
| Votos Inválidos         | Votos Inválidos                   | 1 071  | 3,82 / 100,00   | 0,24 |            |         |
| Total                   | Total                             | 28 084 | 100,00 / 100,00 |      | 9 / 9      | 2       |
| Eleitorado/Participação | Eleitorado/Participação           | 53 217 | 52,77 / 100,00  | 3,93 |            |         |

### Montijo
| Partido                 | Partido                        | Votos  | %               | +/-  | Vereadores | +/-     |
| ----------------------- | ------------------------------ | ------ | --------------- | ---- | ---------- | ------- |
|                         | Coligação Democrática Unitária | 7 048  | 37,61 / 100,00  | 1,73 | 3 / 7      | Estável |
|                         | Partido Social Democrata       | 5 837  | 31,15 / 100,00  | 1,98 | 2 / 7      | Estável |
|                         | Partido Socialista             | 4 423  | 23,60 / 100,00  | 0,31 | 2 / 7      | Estável |
|                         | Partido Popular                | 706    | 3,77 / 100,00   | -    | 0 / 7      | -       |
| Votos Inválidos         | Votos Inválidos                | 724    | 3,87 / 100,00   | 0,04 |            |         |
| Total                   | Total                          | 18 738 | 100,00 / 100,00 |      | 7 / 7      |         |
| Eleitorado/Participação | Eleitorado/Participação        | 33 834 | 55,38 / 100,00  | 1,19 |            |         |

### Palmela
| Partido                 | Partido                           | Votos  | %               | +/-  | Vereadores | +/-     |
| ----------------------- | --------------------------------- | ------ | --------------- | ---- | ---------- | ------- |
|                         | Coligação Democrática Unitária    | 8 324  | 41,75 / 100,00  | 3,99 | 4 / 7      | Estável |
|                         | Partido Socialista                | 6 132  | 30,76 / 100,00  | 5,52 | 2 / 7      | Estável |
|                         | Partido Social Democrata          | 3 512  | 17,61 / 100,00  | 2,70 | 1 / 7      | Estável |
|                         | Partido Popular                   | 1 011  | 5,07 / 100,00   | -    | 0 / 7      | -       |
|                         | Partido da Solidariedade Nacional | 207    | 1,04 / 100,00   | Novo | 0 / 7      | Novo    |
| Votos Inválidos         | Votos Inválidos                   | 752    | 3,78 / 100,00   | 0,72 |            |         |
| Total                   | Total                             | 19 938 | 100,00 / 100,00 |      | 7 / 7      |         |
| Eleitorado/Participação | Eleitorado/Participação           | 36 372 | 54,82 / 100,00  | 7,14 |            |         |

### Santiago do Cacém
| Partido                 | Partido                        | Votos  | %               | +/-  | Vereadores | +/-     |
| ----------------------- | ------------------------------ | ------ | --------------- | ---- | ---------- | ------- |
|                         | Coligação Democrática Unitária | 8 850  | 50,56 / 100,00  | 0,60 | 4 / 7      | Estável |
|                         | Partido Socialista             | 4 082  | 23,32 / 100,00  | 0,47 | 2 / 7      | Estável |
|                         | Partido Social Democrata       | 3 163  | 18,07 / 100,00  | 1,59 | 1 / 7      | Estável |
|                         | Partido Popular                | 822    | 4,70 / 100,00   | 0,38 | 0 / 7      | Estável |
| Votos Inválidos         | Votos Inválidos                | 587    | 3,35 / 100,00   | 0,14 |            |         |
| Total                   | Total                          | 17 054 | 100,00 / 100,00 |      | 7 / 7      |         |
| Eleitorado/Participação | Eleitorado/Participação        | 26 703 | 65,55 / 100,00  | 6,29 |            |         |

### Seixal
| Partido                 | Partido                           | Votos  | %               | +/-  | Vereadores | +/-     |
| ----------------------- | --------------------------------- | ------ | --------------- | ---- | ---------- | ------- |
|                         | Coligação Democrática Unitária    | 30 310 | 57,39 / 100,00  | 2,45 | 6 / 9      | 1       |
|                         | Partido Socialista                | 10 511 | 19,90 / 100,00  | 0,77 | 2 / 9      | Estável |
|                         | Partido Social Democrata          | 8 003  | 15,15 / 100,00  | 3,71 | 1 / 9      | 1       |
|                         | Partido Popular                   | 2 017  | 3,82 / 100,00   | -    | 0 / 9      | -       |
|                         | Partido da Solidariedade Nacional | 286    | 0,54 / 100,00   | Novo | 0 / 9      | Novo    |
| Votos Inválidos         | Votos Inválidos                   | 1 684  | 3,19 / 100,00   | 0,14 |            |         |
| Total                   | Total                             | 52 811 | 100,00 / 100,00 |      | 9 / 9      |         |
| Eleitorado/Participação | Eleitorado/Participação           | 92 820 | 56,90 / 100,00  | 7,49 |            |         |

### Sesimbra
| Partido                 | Partido                        | Votos  | %               | +/-   | Vereadores | +/-     |
| ----------------------- | ------------------------------ | ------ | --------------- | ----- | ---------- | ------- |
|                         | Coligação Democrática Unitária | 5 970  | 39,99 / 100,00  | 5,09  | 3 / 7      | 1       |
|                         | Partido Socialista             | 5 581  | 37,39 / 100,00  | 10,18 | 3 / 7      | 1       |
|                         | Partido Social Democrata       | 2 429  | 16,27 / 100,00  | 0,27  | 1 / 7      | Estável |
|                         | Partido Popular                | 442    | 2,96 / 100,00   | -     | 0 / 7      | -       |
| Votos Inválidos         | Votos Inválidos                | 506    | 3,39 / 100,00   | 0,09  |            |         |
| Total                   | Total                          | 14 928 | 100,00 / 100,00 |       | 7 / 7      |         |
| Eleitorado/Participação | Eleitorado/Participação        | 23 617 | 63,21 / 100,00  | 1,17  |            |         |

### Setúbal
| Partido                 | Partido                           | Votos  | %               | +/-  | Vereadores | +/-     |
| ----------------------- | --------------------------------- | ------ | --------------- | ---- | ---------- | ------- |
|                         | Partido Socialista                | 25 123 | 51,84 / 100,00  | 2,90 | 6 / 9      | 1       |
|                         | Coligação Democrática Unitária    | 11 226 | 23,16 / 100,00  | -    | 2 / 9      | -       |
|                         | Partido Social Democrata          | 7 560  | 15,60 / 100,00  | -    | 1 / 9      | -       |
|                         | Partido Popular                   | 2 129  | 4,39 / 100,00   | -    | 0 / 9      | -       |
|                         | PCTP/MRPP                         | 591    | 1,22 / 100,00   | 1,25 | 0 / 9      | Estável |
|                         | Partido da Solidariedade Nacional | 536    | 1,11 / 100,00   | Novo | 0 / 9      | Novo    |
| Votos Inválidos         | Votos Inválidos                   | 1 300  | 2,68 / 100,00   | 0,41 |            |         |
| Total                   | Total                             | 48 465 | 100,00 / 100,00 |      | 9 / 9      |         |
| Eleitorado/Participação | Eleitorado/Participação           | 89 165 | 54,35 / 100,00  | 0,88 |            |         |

### Sines
| Partido                 | Partido                           | Votos  | %               | +/-   | Vereadores | +/-     |
| ----------------------- | --------------------------------- | ------ | --------------- | ----- | ---------- | ------- |
|                         | Coligação Democrática Unitária    | 3 261  | 51,19 / 100,00  | 9,13  | 4 / 7      | 1       |
|                         | Partido Socialista                | 2 008  | 31,52 / 100,00  | 16,93 | 2 / 7      | 1       |
|                         | Partido Social Democrata          | 675    | 10,59 / 100,00  | 7,03  | 1 / 7      | Estável |
|                         | Partido Popular                   | 183    | 2,87 / 100,00   | 1,42  | 0 / 7      | Estável |
|                         | Partido da Solidariedade Nacional | 79     | 1,24 / 100,00   | Novo  | 0 / 7      | Novo    |
| Votos Inválidos         | Votos Inválidos                   | 165    | 2,59 / 100,00   | 0,59  |            |         |
| Total                   | Total                             | 6 371  | 100,00 / 100,00 |       | 7 / 7      |         |
| Eleitorado/Participação | Eleitorado/Participação           | 10 303 | 61,84 / 100,00  | 5,08  |            |         |